# Michela Matteoli
Michela Matteoli (26 dicembre 1960) è una biologa italiana.

## Biografia
Laureata con lode con successivo dottorato in scienze biologiche presso l'Università di Pisa, è professoressa ordinaria presso l'Humanitas University, direttrice del programma di Neuroscienze presso l’Istituto Clinico Humanitas, direttrice dell’Istituto di neuroscienze del CNR e socia corrispondente dell'Accademia dei Lincei.
La sua attività di ricerca si concentra principalmente sulle sinapsi e su come il sistema immunitario influisca sulla loro formazione e funzione.

## Riconoscimenti
- (2016) Premio Sapio per la Ricerca e l'Innovazione[5].
- (2019) Premio Feltrinelli in farmacologia[6].

## Pubblicazioni
- Il talento del cervello: 10 lezioni facili di neuroscienze, Sonzogno, Venezia, 2023 (7 edizioni)[7].